# Das perfekte Chaos
Das perfekte Chaos (englisch A perfect mess) ist der Titel eines Sachbuches des Universitätsprofessors für Management an der School of Business der Columbia University Eric Abrahamson und des Wirtschafts- und Wissenschaftsjournalisten David H. Freedman, das im Jahr 2006 unter dem englischen Titel A perfect mess: the hidden benefits of disorder. How crammed closets, cluttered offices, and on-the-fly planning make the world a better place. veröffentlicht wurde. Im Jahr 2007 erschien es in deutscher Übersetzung und wurde auch in andere Sprachen übersetzt.

## Hintergrund und Inhalt
Die beiden Autoren Abrahamson und Freedman stellten sich in ihrem Buch die Frage, ob ein chaotischer, unaufgeräumter Arbeitsplatz möglicherweise zu einer produktiveren und effizienteren Arbeit führen könne, als beispielsweise ein aufgeräumter Schreibtisch. In ihrem Buch behaupten sie, dass ein ordnungsliebender Mensch im Schnitt rund 36 % mehr Zeit damit verbringt seine Notizen wieder zu finden als derjenige, an dessen Arbeitsplatz scheinbar das Chaos herrscht. Der systematische Aufbau und die Einhaltung eines Ordnungssystems kosten, ihrer Meinung nach, viel Zeit. Die Autoren befragten für ihre Recherche mehr als 200 Personen, um festzustellen, wie diese zwischen Ordnung und Unordnung unterscheiden. Abrahamson Fazit: „Es gibt extreme Ordnung und extremes Chaos. Doch dazwischen gibt es keinen Durchschnittswert, der auf die Mehrheit der Leute zutreffen würde.“ Es gibt insbesondere in den USA professionelle Organisationsberater, die argumentieren, dass die Ordnung sehr viel Zeit spare. Die Umfrage der Autoren ergab ein anderes Bild. „Ordentliche Menschen suchen genauso oft und genauso lange nach ihren Wohnungsschlüsseln, ihren Brillen oder dem Führerschein wie schlampige.“ Die Ordnung behindere ihnen zufolge sogar die eigene Kreativität. In der Unordnung können so Dinge nebeneinander liegen, die durch Ordnung in Stapeln oder Ablagen weit voneinander getrennt wären und somit nicht parallel genutzt werden können.
Immer mehr Menschen planen ihren Alltag, und Unternehmen strukturieren ihre Arbeitsabläufe, in der Hoffnung so effizienter arbeiten zu können. Die Autoren fanden bei ihren Recherchen über Ordnung und Chaos heraus, dass die Ordnung oftmals mehr Zeit, Energie und Geld koste, als sie einbringe. Das Buch behandelt dies in 13 Kapiteln. Kapitel 1 beginnt mit einem Zitat, das Albert Einstein zugeschrieben wird:

“If a cluttered desk is a sign of a cluttered mind, of what, then, is an empty desk a sign?”

„Wenn ein unordentlicher Schreibtisch einen unordentlichen Geist repräsentiert, was sagt dann ein leerer Schreibtisch über den Menschen, der ihn benutzt aus?“

Originalkapitel
- The cost of neatness
- A mess sampler
- The history of mess
- The benefits of mess
- Messy people
- Messy homes
- Mess and organizations
- Messy leadership
- The politics of mess
- Optimizing mess
- Messy thinking
- Pathological mess
- The aesthetics of mess

## Publikationen
- Eric Abrahamson, David H. Freedman: A perfect mess. The hidden benefits of disorder. How crammed closets, cluttered offices, and on-the-fly planning make the world a better place. Little, Brown, New York 2006, ISBN 0-316-14529-7.
- Eric Abrahamson, David H. Freedman: Das perfekte Chaos. Warum unordentliche Menschen glücklicher und effizienter sind. Econ, Berlin 2007, ISBN 978-3-430-30009-4 (aus dem Amerikanischen übersetzt von Christoph Bausum).
- Eric Abrahamson And David H. Freedman – A Perfect Mess. Discogs, abgerufen am 23. Mai 2017 (englisch, Hörbuch, Dauer rund 3 Stunden, vorgelesen von David H. Freedman).

## Rezensionen
- Giles Foden: The present’s a mess. In: The Guardian. 24. März 2007 (englisch, theguardian.com – eher kritische Stimme).
- Carsten Tergast: Das perfekte Chaos. In: Focus Online. 1. Mai 2007 (focus.de – Buchtipp).
- Tralee Pearce: Good news: Living with messiness has its benefits. In: The Globe and Mail. 6. Juni 2013 (theglobeandmail.com).